# Том Фрейм
Том Фрейм (англ. Tom Frame; нар. 1931 — 14 липня 2006) — британський леттерер мальописів. Він малював діалоги для багатьох мальованих історій про Суддю Дредда, а також більш ніж 300 випусків коміксів «2000 AD» і «Трансформерів».

## Біографія
Том Фрейм народився у 1931 році. 
Він використовував поєднання комп'ютерних методів, включаючи особистий шрифт, який заснований на його особистих написах від руки. Деякі автори (наприклад, Річард Старкінґс) визнавали його допомогу у початку їхньої кар'єри.
Художник Майк Коллінс казав, що неможливо уявити мальописи про Суддю Дредда без внеску, зробленому Томом Фреймом.
Фрейм помер від раку 14 липня 2006 року. 

### DC Comics[3]

#### 2000 AD
- 2000 AD #50
- 2000 AD #51
- 2000 AD #52
- 2000 AD #57
- 2000 AD #110
- 2000 AD #120
- 2000 AD #127
- 2000 AD #149
- 2000 AD #150
- 2000 AD #151
- 2000 AD #224
- 2000 AD #225
- 2000 AD #226
- 2000 AD #227
- 2000 AD #228
- 2000 AD #416
- 2000 AD #417
- 2000 AD #418
- 2000 AD #419
- 2000 AD #420
- 2000 AD #421
- 2000 AD #422
- 2000 AD #423
- 2000 AD #424
- 2000 AD #425
- 2000 AD #426
- 2000 AD #427
- 2000 AD #468
- 2000 AD #469
- 2000 AD #470
- 2000 AD #471
- 2000 AD #472
- 2000 AD #473
- 2000 AD #474
- 2000 AD #475
- 2000 AD #476
- 2000 AD #477
- 2000 AD #478
- 2000 AD #500
- 2000 AD #501
- 2000 AD #502
- 2000 AD #503
- 2000 AD #504
- 2000 AD #505
- 2000 AD #506
- 2000 AD #507
- 2000 AD #508
- 2000 AD #509
- 2000 AD #510
- 2000 AD #511
- 2000 AD #512
- 2000 AD #513
- 2000 AD #514
- 2000 AD #515
- 2000 AD #516
- 2000 AD #517
- 2000 AD #518
- 2000 AD #519
- 2000 AD #520
- 2000 AD #521
- 2000 AD #522
- 2000 AD #523
- 2000 AD #524
- 2000 AD #525
- 2000 AD #526
- 2000 AD #527
- 2000 AD #528
- 2000 AD #529
- 2000 AD #530
- 2000 AD #531
- 2000 AD #548
- 2000 AD #549
- 2000 AD #550
- 2000 AD #551
- 2000 AD #552
- 2000 AD #553
- 2000 AD #554
- 2000 AD #555
- 2000 AD #556
- 2000 AD #557
- 2000 AD #576
- 2000 AD #577
- 2000 AD #578
- 2000 AD #579
- 2000 AD #580
- 2000 AD #581
- 2000 AD #582
- 2000 AD #583
- 2000 AD #584
- 2000 AD #585
- 2000 AD #601
- 2000 AD #642
- 2000 AD #643
- 2000 AD #644
- 2000 AD #645
- 2000 AD #646
- 2000 AD #647
- 2000 AD #648
- 2000 AD #649
- 2000 AD #678
- 2000 AD #680
- 2000 AD #681
- 2000 AD #682
- 2000 AD #720
- 2000 AD #721
- 2000 AD #735
- 2000 AD #736
- 2000 AD #737
- 2000 AD #738
- 2000 AD #739
- 2000 AD #740
- 2000 AD #741
- 2000 AD #742
- 2000 AD #743
- 2000 AD #744
- 2000 AD #786
- 2000 AD #787
- 2000 AD #788
- 2000 AD #789
- 2000 AD #790
- 2000 AD #791
- 2000 AD #792
- 2000 AD #793
- 2000 AD #794
- 2000 AD #795
- 2000 AD #796
- 2000 AD #797
- 2000 AD #798
- 2000 AD #799
- 2000 AD #816
- 2000 AD #1051
- 2000 AD #1052
- 2000 AD #1053
- 2000 AD #1054
- 2000 AD #1055
- 2000 AD #1056
- 2000 AD #1057
- 2000 AD #1058
- 2000 AD #1059
- 2000 AD #1060
- 2000 AD #1061
- 2000 AD #1062
- 2000 AD #1063
- 2000 AD #1064
- 2000 AD #1067
- 2000 AD #1068
- 2000 AD #1070
- 2000 AD #1071
- 2000 AD #1072
- 2000 AD #1073
- 2000 AD #1075
- 2000 AD #1076
- 2000 AD #1079
- 2000 AD #1080
- 2000 AD #1081
- 2000 AD #1082
- 2000 AD #1084
- 2000 AD #1085
- 2000 AD #1086
- 2000 AD #1088
- 2000 AD #1089
- 2000 AD #1090
- 2000 AD #1091
- 2000 AD #1092
- 2000 AD #1093
- 2000 AD #1094
- 2000 AD #1095
- 2000 AD #1097
- 2000 AD #1098
- 2000 AD #1099
- 2000 AD #1102
- 2000 AD #1103
- 2000 AD #1104
- 2000 AD #1105
- 2000 AD #1106
- 2000 AD #1107
- 2000 AD #1108
- 2000 AD #1109
- 2000 AD #1111
- 2000 AD #1112
- 2000 AD #1113
- 2000 AD #1114
- 2000 AD #1115
- 2000 AD #1123
- 2000 AD #1124
- 2000 AD Winter Special 1990

#### Hellblazer
- Hellblazer #11
- Hellblazer #22
- Hellblazer #23
- Hellblazer #24
- Hellblazer #25
- Hellblazer #26
- Hellblazer #27
- Hellblazer #28
- Hellblazer #29
- Hellblazer #30
- Hellblazer #31
- Hellblazer #32
- Hellblazer #35
- Hellblazer #56
- Hellblazer #84
- Vertigo Secret Files: Hellblazer #1

#### Judge Dredd: The Magazine
- Judge Dredd: The Magazine #4
- Judge Dredd: The Magazine #5
- Judge Dredd: The Magazine #6
- Judge Dredd: The Magazine #7
- Judge Dredd: The Magazine #8
- Judge Dredd: The Magazine #9
- Judge Dredd Magazine (Том 2) #37
- Judge Dredd Magazine (Том 2) #38
- Judge Dredd Magazine (Том 2) #39
- Judge Dredd Magazine (Том 2) #50
- Judge Dredd Magazine (Том 2) #51
- Judge Dredd Magazine (Том 2) #52
- Judge Dredd Magazine (Том 2) #53
- Judge Dredd Magazine (Том 2) #54
- Judge Dredd Magazine (Том 2) #55
- Judge Dredd Magazine (Том 2) #72
- Judge Dredd Magazine (Том 2) #73
- Judge Dredd Magazine (Том 2) #74
- Judge Dredd Magazine (Том 2) #76
- Judge Dredd Magazine (Том 2) #77
- Judge Dredd Magazine (Том 3) #14
- Judge Dredd Magazine (Том 3) #15
- Judge Dredd Magazine (Том 3) #16
- Judge Dredd Magazine (Том 3) #17
- Judge Dredd Magazine (Том 3) #19
- Judge Dredd Magazine (Том 3) #21
- Judge Dredd Magazine (Том 3) #34
- Judge Dredd Magazine (Том 3) #37
- Judge Dredd Magazine (Том 3) #38

#### Screemer
- Skreemer #1
- Skreemer #2
- Skreemer #3
- Skreemer #4
- Skreemer #5
- Skreemer #6